# 이스피리투산투가시쥐
이스피리투산투가시쥐(Trinomys paratus)는 가시쥐과에 속하는 남아메리카 설치류이다. 브라질 토착종으로 리우데자네이루주와 이스피리투산투주에서 발견된다.